# Cicindelini
Los cicindelinos (Cicindelini) son una tribu de coleópteros adéfagos perteneciente a la familia Carabidae. 

## Subtribus
Tiene las siguientes subtribus:
- Cicindelina -
- Iresina -
- Oxychilina -
- Prothymina -
- Theratina